# Milad El-Khalil
Milad El-Khalil (* 24. Mai 1949 in Beirut; † 20. August 2017 in Halle (Saale)) war ein deutscher Politiker (CDU). Er war von 2002 bis 2006 Mitglied im Landtag Sachsen-Anhalt.

## Ausbildung und Leben
Milad El-Khalil besuchte 1956 bis 1968 die Schule und machte nach dem Abitur 1969 bis 1970 eine Ausbildung als Programmierer. 1971 reiste er in die Bundesrepublik Deutschland ein. 1971 bis 1972 arbeitete er in diversen Jobs und erlernte die deutsche Sprache. 1973 bis 1978 war er als Programmierer tätig und 1979 bis 1992 mit einem Softwareunternehmen selbstständig. 1993 bis 2003 arbeitete er als Hotelier.
Milad El-Khalil war verheiratet und hat drei Kinder.

## Politik
Milad El-Khalil war seit 1998 Mitglied der CDU und seit 1997 in der MIT. 1999 wurde er zum Stadtrat in Halle gewählt. Er wurde bei der Landtagswahl in Sachsen-Anhalt 2002 im Landtagswahlkreis Halle II (WK 40) direkt in den Landtag gewählt. Im Landtag war er als Schriftführer Mitglied des Präsidiums und Mitglied in den Ausschüssen für Kultur und Medien sowie für Gleichstellung, Familie, Kinder, Jugend und Sport. Bei der Landtagswahl in Sachsen-Anhalt 2006 kandidierte er im Landtagswahlkreis Halle I, wurde aber nicht gewählt.